# Unplugged (State Champs)
Unplugged è il quinto EP del gruppo musicale statunitense State Champs. L'album è stato pubblicato il 14 agosto 2020 dalla Pure Noise Records. L'album presenta sei tracce acustiche: quattro canzoni inedite e due reinterpretazioni di brani precedentemente pubblicati in Living Proof. Il 24 marzo 2021 è uscito un video musicale per 10 AM.

## Tracce
1. A Thousand Hearts – 4:53
2. The Recipe – 3:31
3. 10 AM – 3:34
4. Crying Out Loud – 3:44
5. Criminal (acoustic) – 3:40
6. Dead and Gone (acoustic) – 3:30

Durata totale: 22:52

## Formazione
- Derek DiScanio – voce
- Tyler Szalkowski – chitarra, cori
- Ryan Scott Graham – basso, cori
- Evan Ambrosio – batteria